# Chatham-szigetek
Az 1842 óta Új-Zélandhoz tartozó Chatham-szigetek (angolul Chatham Islands, moriori nyelven Rēkohu, maori nyelven Wharekauri) az anyaországtól mintegy 650 kilométerre keletre helyezkednek el a Csendes-óceánban, a nemzetközi dátumválasztó vonaltól nyugatra. A szigetcsoport területe mintegy 966 km², melynek java részét a két fősziget, a Chatham- és a Pitt-sziget teszi ki. További mintegy nyolc kis sziget és több sziklaszirt tartozik a csoporthoz. Lakossága mindössze 600 fő körül van. A szigeteken őshonos moriorik a mai Új-Zélandról érkeztek ide valószínűleg a 15. században. Az európaiak a 18. század végén fedezték fel. Élővilágában számos endemikus élőlény van.

## Földrajz
A szigetek körülbelül 840 kilométerre keletre fekszenek az Új-Zéland Déli-szigetén fekvő Christchurch városától. Új-Zélandnak a Chatham-szigetekhez legközelebb, mintegy 650 kilométerre eső pontja az Északi-szigeten van a Turnagain-foknál.
A szigetek geológiailag a csendes-óceáni Chatham-hátságnak mintegy négy millió évvel ezelőtt a tengerszint fölé kiemelkedett részei. Vulkáni eredetűek, bazaltból és tufából épültek fel. Dombos felszínük változatos, a partok részben lagúnások, homokosak, dűnékkel borítottak, máshol sziklásak és meredeken zuhannak a tengerbe. A csapadékos időjárás miatt számos patak, tó és mocsár is van a szigeteken, a magasabban fekvő fennsíkokon is.
A nagyobb szigetek a következők:
| Angol név             | Moriori név | Māori név      | Megjegyzések                                                                      |
| --------------------- | ----------- | -------------- | --------------------------------------------------------------------------------- |
| Chatham-sziget        | Rekohu      | Wharekauri     |                                                                                   |
| Pitt-sziget           | Rangiaotea  | Rangiauria     |                                                                                   |
| South East-sziget     | Rangatira   | Rangatira      |                                                                                   |
| The Fort              | Mangere     | Mangere-sziget | Ebben az esetben a maori név vált hivatalossá.                                    |
| Little Mangere-sziget | ismeretlen  | Tapuenuku      |                                                                                   |
| Star Keys             | Motuhope    | Motuhope       |                                                                                   |
| The Sisters           | Rangitatahi | Rangitatahi    |                                                                                   |
| Forty-Fours           | Motchuhar   | Motuhara       | Új-Zéland legkeletibb pontja, mintegy 50 kilométerre keletre a Chatham-szigettől. |

### Chatham-sziget
920 négyzetkilométeres területével messze a legnagyobb szigete a csoportnak. A lakosság túlnyomó része itt él. Közepén sík, itt terül el a hatalmas, 160 négyzetkilométeres Te Whanga lagúna is. Legmagasabb csúcs a déli part közelében van, 299 méteres magassággal. A szigeten több tucat jelentősebb tó van, közülük három 250 méter körüli magasságon.

### Pitt-sziget
A szigetcsoport második legnagyobb darabja 65 négyzetkilométeres területtel. A sziklás, dombos felszín legmagasabb csúcsa 231 méteres. Régebben jelentős moriori lakossága volt, emlékeik sokfelé megtalálhatók a szigeten. 2011-ben 38 állandó lakosa volt, a sziget iskolájába nyolc 6 és 12 év közötti gyermek járt.  Kis repülőteret is kialakítottak, ahol az Air Chathams egy Cessna 206-ost üzemeltet. Minden háztartás maga termeli az áramot dízel-generátorral vagy szélmotorral, a legtöbb házban műholdas TV és széles sávú internet is van. A közlekedést quadokkal, terepjárókkal vagy lovakkal oldják meg.
A lakosság jövedelemforrása a juh- és szarvasmarha-tenyésztés, az állatokat élve szállítják Új-Zélandra. A sziget nehezen megközelíthető részein több elvadult merinó birkanyáj él szabadon.

### South East-sziget (Rangatira)

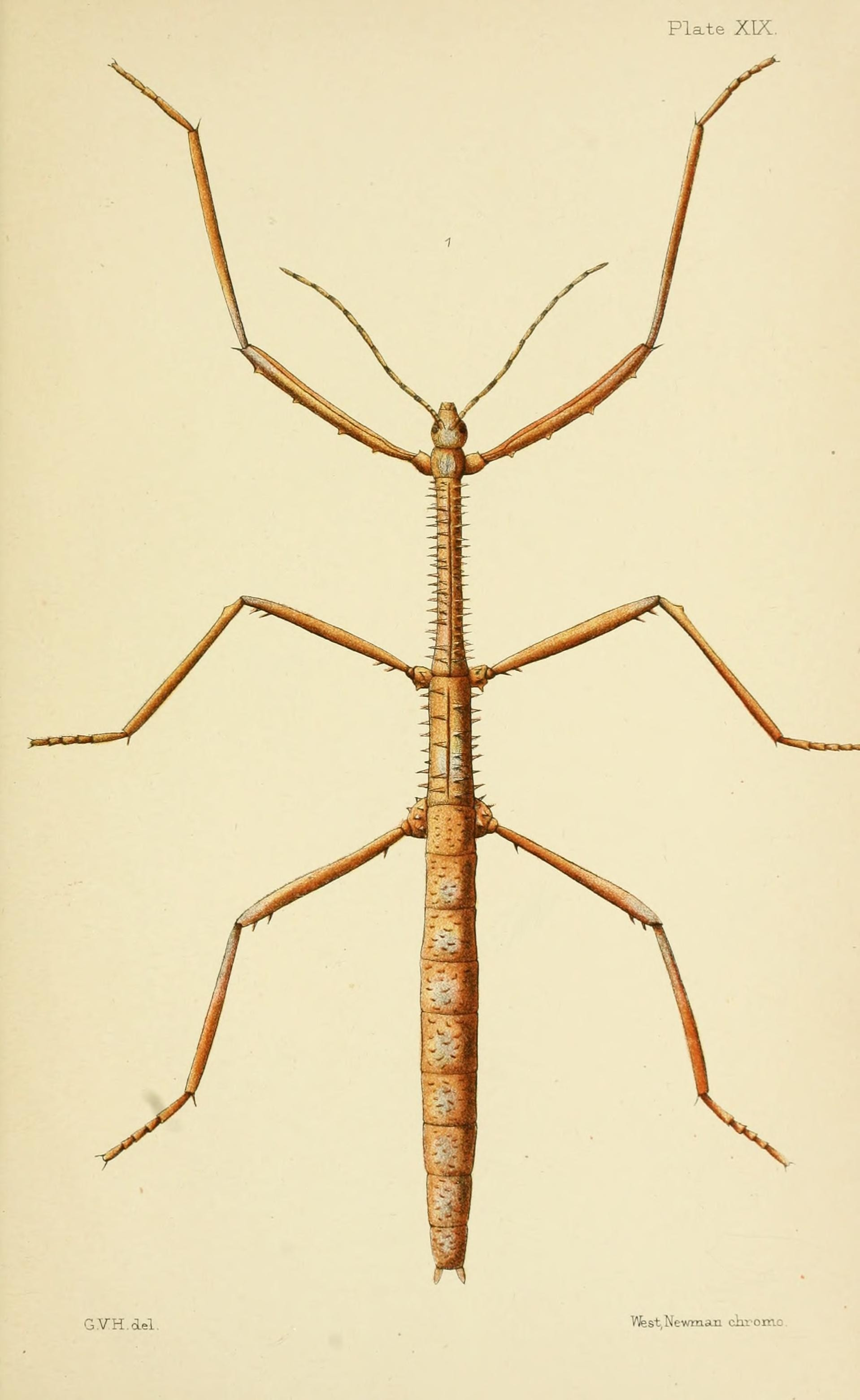
Argosarchus horridus

A harmadik legnagyobb sziget területe 218 hektár. Állandó lakossága régebben sem volt, a moriorik időnként madárbegyűjtő utakat szerveztek ide. Az európai telepesek az 1960-as évekig birkát, kecskét és marhát is legeltettek itt, de ezután a szigetet természetvédelmi területté nyilvánították. Számos, Új-Zélandon, illetve ezeken a szigeteken endemikus élőlény, madár- és rovarfaj él itt, köztük például a 15 cm-es Argosarchus horridus.

### Mangere-sziget
A Mangere-sziget és a többi kisebb sziget, sziklaszirt régi vulkánok maradványai, tulajdonképpen lapos tetejű kisebb-nagyobb sziklaszirtek. A Mangere-szigeten korábban birkát tenyésztettek, és behurcolták a házi macskát és a patkányt is, de az utóbbiak kihaltak, a birkákat pedig 1968-ban elszállították. A szigetet természetvédelmi területnek nyilvánították és megindulhatott az eredeti, természetes állapot regenerációja.

## Időzóna

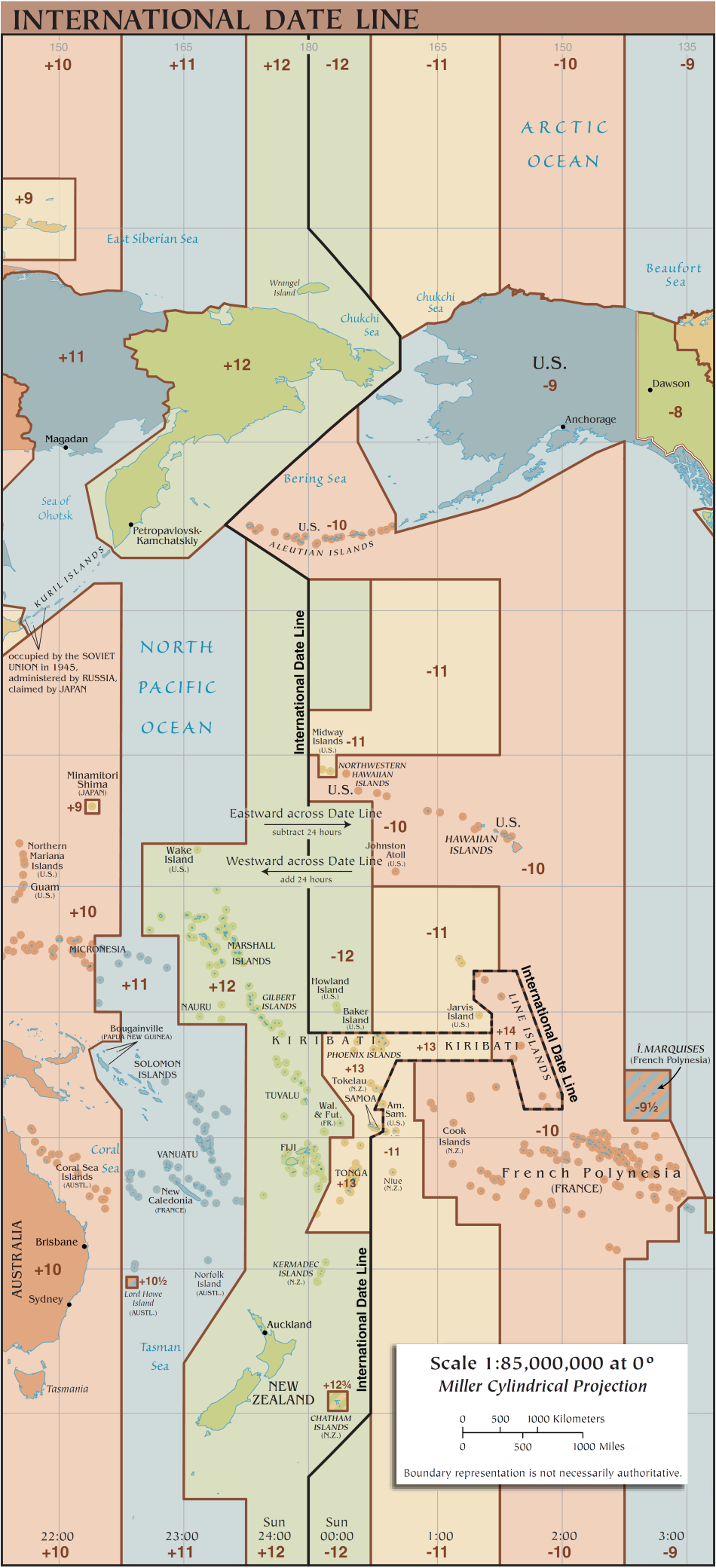
A Chatham-szigetek a nemzetközi dátumválasztó vonal (fekete) déli részén található keleti irányú kitérőjében helyezkedik el a Csendes-óceánt ábrázoló térképen

A Chatham-szigetek a földrajzi keleti hosszúság 180°-ától keletre fekszik, de a nemzetközi dátumválasztó vonal itt kitérőt tesz, hogy Új-Zéland és a Chatham-szigetek időszámítása között ne legyen egy nap különbség. Ami az órát illeti, a szigeteken a hivatalos idő (CHAST időzóna) 45 perccel több, mint Új-Zélandon, így azon kevés időzóna közé tartozik, ahol nem egész vagy fél órás különbség van a szomszédos időzónák között.

## Éghajlat
A szigetek éghajlata enyhe, nedves óceáni jellegű. A nyár és a tél között alig van különbség, a két évszak közötti hőmérsékleti eltérés nem haladja meg a tíz fokot. A nappali maximum hőmérséklet ritkán haladja meg a 20 fokot és ugyancsak ritkán marad 10 fok alatt. Az uralkodó nyugati szelek gyakran hoznak szitáló esőt magukkal, bár a csapadék összmennyisége nem túl sok.
A legmelegebb nyári hónap, a február napi maximumainak átlaga mindössze 18,2°C, a „téli” július napi minimum-hőmérsékleteinek átlaga 5,9°C. A meglehetősen egyenletesen eloszló csapadék évi átlaga 911 mm volt az 1981 és 2010 közötti mérések szerint.

## Történelem
A szigetek bennszülött lakói, a moriorik, eredetileg maori törzsek tagjai voltak, akik a 14. vagy a 15. században érkeztek az uralkodó nyugati szelek segítségével kenuikkal Új-Zélandról. Az itteni elszigetelt körülmények között saját nyelvük és identitásuk alakult ki. A kenuk készítésének mestersége feledésbe merült, mivel megfelelő faanyag sem volt hozzá. A 19. században úgy tartották, hogy az itteni őslakosok közvetlenül Polinéziából érkeztek, és csak távolabbi rokonságban lehettek volna az új-zélandi maorikkal. Ez az elmélet sokáig tartotta magát Új-Zélandon a 20. században is, de a modern nyelvészeti kutatások bizonyították, hogy a moriorik Új-Zélandról érkeztek.
A szigetek hűvös éghajlata nem tette lehetővé azoknak a haszonnövényeknek a termesztését, amit a maorik Új-Zélandról hozhattak magukkal, ezért a letelepedők halász-vadász-gyűjtögető életmódot folytattak, ehető gyökerű növényeket termesztettek, kagylókat és a tenger más gyümölcseit gyűjtögették a tengerparton. A helyi anyagokból csak kezdetleges tutajszerű vízi járműveket tudtak építeni maguknak (waka korari), amelyekkel meg tudták látogatni a szomszédos szigeteket, szirteket az ott fészkelő tengeri madárállomány fiókáinak, tojásainak begyűjtése céljából. A moriorik társadalma a kezdeti belső harcok után törvényen kívül helyezte a hadviselést. A vitákat konszenzus keresésével, vagy az első vérig folytatott párbajjal zárták le. A moriorik kultúrájára jellemzőek voltak az élő fák kérgébe faragott alkotások.

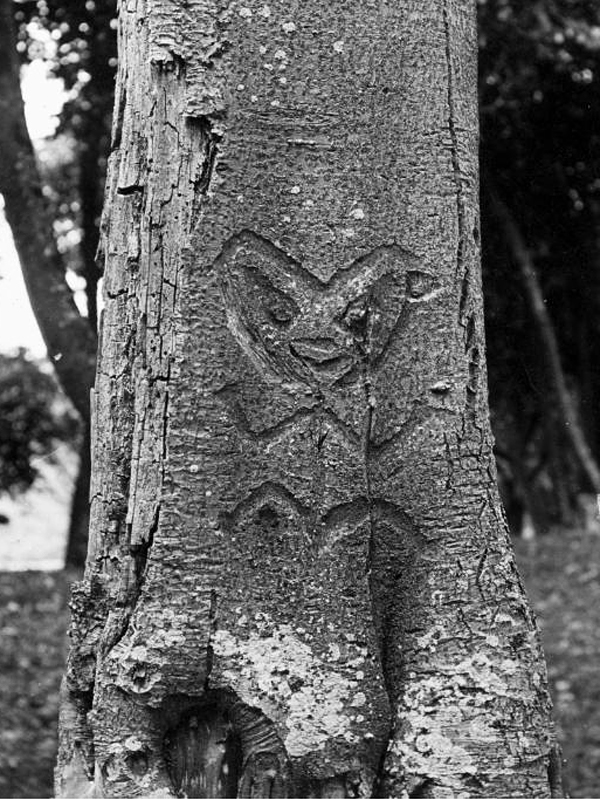
Moriori fafaragás

### Az európaiak érkezése
A Vancouver-expedíció William R. Broughton kapitány vezette hajója, a HMS Chatham 1791. november 29-én érte el a szigeteket. A kapitány birtokba vette a területet Nagy-Britannia nevében és Chatham-szigeteknek nevezte el az Admiralitás első lordjáról, John Pittről, Chatham 2. grófjáról, akinek a nevét a hajó is viselte. A felfedezés után a környező, halban és bálnában gazdag vizeken hamarosan megjelentek az európai fóka- és bálnavadászok, akik a szigeteket bázisnak használták. Az általuk behurcolt, az őslakosok számára életveszélyes betegségekben a moriorik 10-20%-a vesztette életét.

### Māori hódítás és népirtás
1807 és 1845 között  az új-zélandi maori törzsek között számos belháború zajlott („Musket Wars”) az angolok által számukra, nagyrészt a területeikért cserébe, tömegesen szállított puskákkal. A maorik körében éltek bizonyos emlékek az általuk Wharekaurinak nevezett Chatham-szigetekről és lakóikról. 1835 novemberében és decemberében összesen mintegy 900, puskákkal és más fegyverekkel felszerelt maori harcos indult a Chatham-szigetekre a Lord Rodney brigg fedélzetén, amit korábban a hatalmukba kerítettek.  A csoport két törzs, a Ngāti Tama és a Ngāti Mutunga tagjaiból állt össze, akik a belharcokban a legrosszabb hírnévre tettek szert, de – talán éppen emiatt – teljes vereség előtt álltak, már a létükben érezték fenyegetve magukat. Családjaikkal, élelmiszerkészletekkel, vetőburgonyával, sertésekkel és hét harci kenuval a fedélzeten, letelepedési céllal hajóztak a Chatham-szigetekre.
A szigeten ekkoriban 1500-2000-re becsült számú moriori és néhány európai élt, utóbbiak között a sziget bírója. A moriorik békésen fogadták a maorikat, de hamarosan nyilvánvalóvá vált, hogy az újonnan érkezettek a sziget földjeinek teljes bekebelezésére törnek. Egyenlőtlen összecsapásokra került sor, majd a maorik szisztematikusan, rituálisan legyilkoltak és kannibalizáltak mintegy 300 helyi férfilakost, a többieket pedig a rabszolgájukká tették. A tengerparton mérföldeken át lángoltak a máglyák, ahol a maorik a legyilkolt moriorik testét megsütötték, majd elfogyasztották.
1840-ben a két hódító maori törzs egymásnak támadt. A harcok azonban sértették az Új-Zéland gyarmatosítását szervező brit New Zealand Company érdekeit, ők ezért tárgyalásokkal sikeresen létrehoztak egy törékeny békét a konfliktusban. Közben a németek is gyarmatosítási terveket szövögettek a szigetekkel kapcsolatban, Hamburgban létre is hoztak egy társaságot abból a célból, hogy telepeseket küldjenek oda. Az angolok erre sietve brit birtokká nyilvánították a Chatham-szigeteket, ami addig formálisan még nem volt ebben a státusban. A német telepesek így megváltoztatták terveiket, de néhány német lutheránus hittérítő azért a szigetekre utazott 1843-ban. Három évre rá német nők is érkeztek a nyomukban, családokat alapítottak, a mai lakosok egy része rájuk vezeti vissza a leszármazását.
A moriorik maradéka kegyetlen rabszolgasorban élt, illetve fogyatkozott, egészen 1862-ig, amikor is az európaiak nyomására véget vetettek a rabszolgaságnak. Ekkorra az eredeti moriori lakosságnak csak mintegy 10%-a maradt meg. Új Zélandon a 19. század végén, a 20. század elején kialakult és sokáig tartotta magát az a hiedelem, hogy a moriorik végleg kihaltak, illetve időnként egy-egy idős embert kikiáltottak az „utolsó moriorinak”. Valójában a moriorik mindmáig fennmaradtak, igaz, nagyrészt keveredtek a sziget más lakosságával.
1865-re már annyira megszilárdult a közbiztonság, hogy Új-Zélandról ide küldték száműzetésbe egyes maori felkelések vezetőit családjukkal együtt. Az elítéltek aztán őrzés mellett dolgoztak a farmokon és kisebb építkezéseken.

### Mindennapi élet a Chatham-szigeteken a 20. század harmincas éveiben

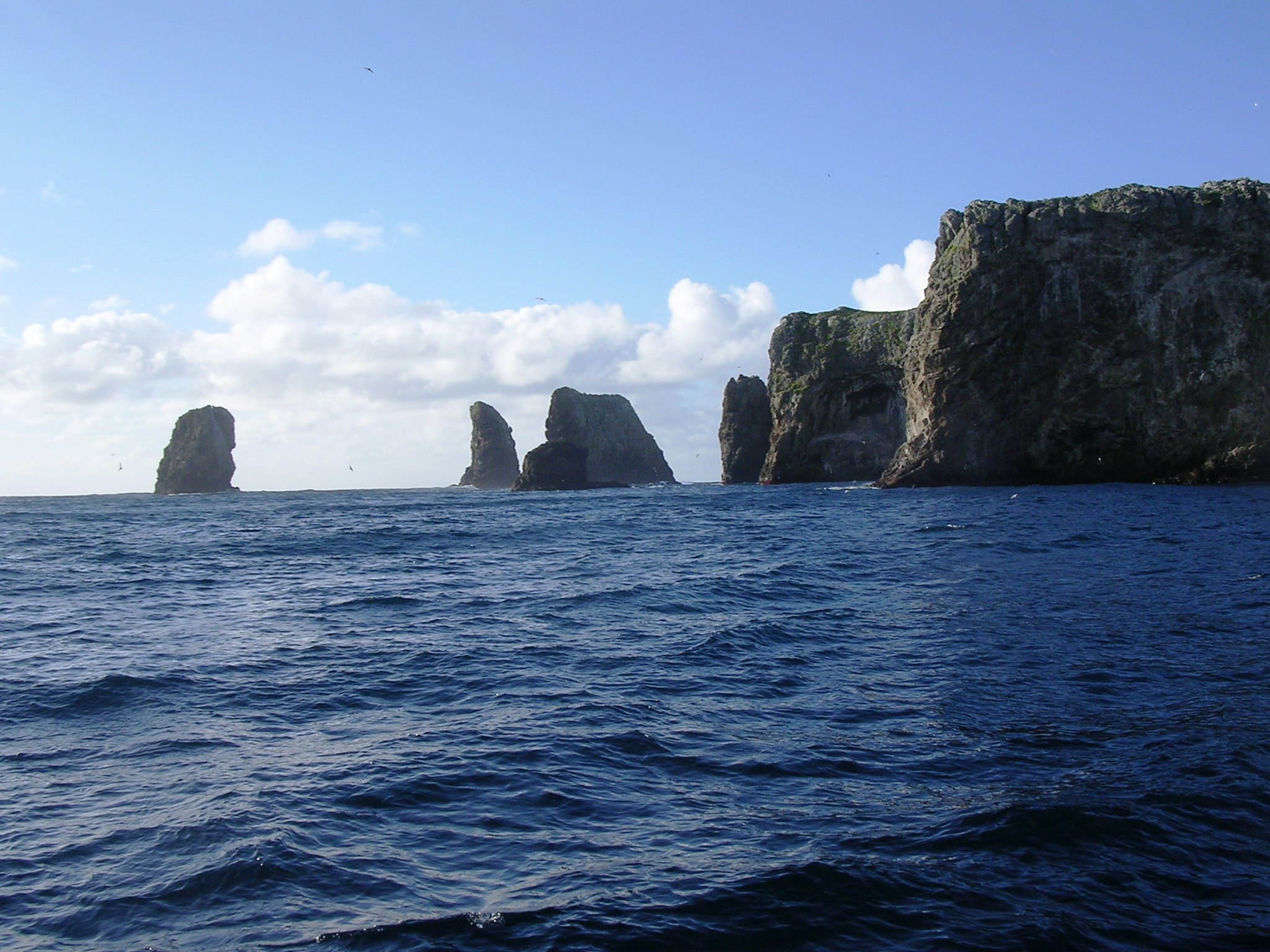
A Forty-Fours-sziget a környező szirtekkel, az albatroszok egyik kedvenc fészkelőhelye

A második világháború előtt a sziget lakossága a szó szoros értelmében rendkívül elszigetelt volt Új-Zélandtól is, nem csak a világ többi részéről. A kevert maori-moriori őslakosság mellett lakott itt néhány  állattenyésztéssel foglalkozó európai telepes, és egy-két, a wellingtoni kormány által delegált tisztviselő, köztük a sziget három iskoláját szervező, felügyelő tanár is.
Az Új-Zélanddal való összeköttetést általában egy 400 tonnás, viharvert kis teherhajó biztosította, ami két-három havonta tette meg a mintegy három napos, 840 kilométeres utat a jellemzően viharos tengeren Christchurch kikötője, Lyttelton és a szigetek között. A hajó a nyári félév alatt kétszer vagy háromszor fordult, télen egyszer. Ez a hajó vitte a szigetre a postát, a megrendelt sajtót is. A szigeten kiépített kikötő nem volt, így ha a túlzottan háborgó tenger miatt lehorgonyozni sem sikerült, akkor a hajó dolgavégezetlenül tért vissza Új-Zélandra.
A Chatham-szigetek fő települése, Waitangi ekkoriban mindössze néhány házból állt. A két kis szállodában egy-egy vegyeskereskedés is volt. Itt volt még a rendőrség és bíróság épülete, valamint hat-hét lakóház; a település feletti dombon pedig rádióállomás. Utcák nem voltak, a házakat össze-vissza helyezték el. A fő sziget egy másik települése, Te One (kb. „a talaj” maori nyelven) három-négy tanyaépületből, kis templomból és az iskolából állt.
A szigeten egyáltalán nem voltak sem utak, sem kerekes járművek. Az emberek általában lovagoltak, teherhordásra lóvontatású szánokat használtak a futóhomok illetve mocsaras területek miatt. A magasabb területeken is előforduló ingoványok és a helyenként rendkívül laza homok időről időre emberáldozatokat is követelt a sok elpusztult szarvasmarha mellett. A sziget lovai egy hajótörésből származtak, ami a 20. század elején történt. Ekkor egy Ausztráliából Dél-Amerikába lovakat szállító teherhajó akart lehorgonyozni a sziget mellett, de szerencsétlenül járt. Sikerült a lovak nagy részét is kimenteni, de szétszóródtak a szigeten és elvadultak. Ebből az állományból fogtak be és törtek be szükség szerint lovakat a lakosok még az 1930-as években is.
Az éghajlat kedvező volt a legeltető állattenyésztés számára, a fű buján nőtt. A fő gazdasági tevékenység a juh- és szarvasmarha-tenyésztés volt. Gyapjút és élőállatot exportáltak az egyetlen rendszeresen közlekedő teherhajó révén, de ez nagy nehézségekbe ütközött. A 200 kiló körüli gyapjúbálákat a sziget partjától fél-egy kilométerre, az állandó szélben ringatózó hajóra csónakkal szállították ki, és daruval emelték be a hajóra. A bálákat azonban nem érhette víz, mert a nedves gyapjú öngyulladással fenyegetett a raktérben, ezért annak elszállítását a kapitány nem vállalta.
Az élő állatok behajózása még nehezebb volt. A birkákat csónakkal szállították a hajóhoz, és kötelekkel húzták fel oda. A marhák azonban nem fértek bele a motorcsónakba, ezért egyszerre öt-hat állatot a mellső lábaik mögött övszerűen átkötve, valamint további kötelekkel biztosítva két csónak között úsztatva húztak, vontak a hajóhoz, ahol aztán daruval emelték be őket a fedélközbe. Ha valamelyik közben megvadult, gyorsan el kellett vágni a köteleket és hagyni, hogy visszaússzon a partra, nehogy az egész vállalkozást veszélybe sodorja.
A sziget lakói között az elzártság körülményei között előfordult a közeli rokonok közötti, de egyetértésen alapuló nemi kapcsolat, az úgynevezett vérfertőzés is. Több apának a felnőtt lánya semmi gondot nem látott abban, hogy az apjának szült gyereket. A helyi rendőr és bíró eljárt az ilyen ügyekben, ítéletet hozott, amit felterjesztett Új-Zélandra, ahonnan aztán soha nem érkezett válasz. A bennszülötteken kívül több távoli származású személy is élt a Chatham-szigeteken, például gazdag családból származó különc angol nemes, aki maori feleségével itt találta meg otthonát, vagy a szintén angol alkoholista, akit családja küldött el, és havi tartásdíjat kapott tőlük azzal a feltétellel, hogy nem tér vissza. Élt a Chatham-szigeteken afrikai néger is, akit egy konfliktus miatt tettek ki bálnavadász-hajójáról, de itt beilleszkedett, gazdálkodott, nagy családja lett. Az állami kiküldöttek is többször végleg itt maradtak. Az ideiglenes kiküldetést vállalók annak a veszélyét tapasztalták magukon, hogy a múló hónapok során egyre inkább elvesztik az érdeklődésüket a külvilág iránt, például a ritkán érkező, eleinte nagyon várt sajtótermékek később már olvasatlanul kerültek a tűzbe.
A földművelés, állattenyésztés mellett a szigetlakók halászattal is foglalkoztak.  A szigetek környéki vizek rendkívül gazdagok halban, kifogásuk nagyon könnyű volt. A hatalmas kiterjedésű, de sekély Te Whanga lagúnában gázolva egy kihegyezett bottal is lehetett finom félszegúszó halat elejteni. Leginkább a rendkívül ízletes déli kék tőkehalat halászták. A tengeri fürdést, úszást viszont akadályozta nem csak a viszonylag hűvös éghajlat, hanem az ott élő sok cápa és mérges rája is.
Az őslakosok korábbi élelmiszer-gyűjtő útja a Forty-fours-szigetre az 1930-as években már csak kirándulás volt, ha életveszélyes is. A mintegy 50 kilométerre fekvő sziklaszirtet motorcsónakkal közelítették meg, de a hullámverésben kikötni nem lehetett, csak kiugrani a megfelelő pillanatban. Egy ember a csónakban maradt és a sziklafal tövéhez közel manőverezett, míg a többiek felmásztak a 40-50 méter magasan fekvő sziklafennsíkra és begyűjtöttek sok tucat még röpképtelen albatrosz-fiókát, amiknek a húsa rendkívül ízletes csemegének számított. Ezeket ledobálták a szikláról a tengerbe, ahol a csónakba gyűjtötték őket.

## Lakosság
A szigetek összlakossága a 2013-as népszámlálás idején 600 fő volt, folyamatosan csökkenő tendenciát mutat. Állandó lakosság csak a Chatham-szigeten és a Pitt-szigeten van. A fő település Waitangi, mintegy 200 lakossal. További faluk Owenga, Te One, Kaingaroa és Port Hutt. A lakosság többsége európai származásúnak vallotta magát. Az egy főre jutó jövedelem meghaladta az új-zélandi országos átlagot.
A szigetek moriori közössége a Hokotehi Moriori Trust-ban szerveződött. A brit Korona és az új-zélandi kormány elismerte őket, mint a szigetek eredeti lakóinak közösségét, ugyanakkor szintén elismerte Ngāti Mutunga Māori törzset az 1830-as években történt letelepedésük okán. 2005 januárjában a moriori népcsoport új közösségi házat (Kopinga Marae) nyitott meg.
A szigeteken lakó maorik az új-zélandi szárazföldön élő rokonaikhoz hasonlóan ősiségi alapon igényelték a halászati jogok megadását. Ezt meg is kapták, de mivel a 20. századi tudományos eredmények nyomán világossá vált, hogy a moriorik is maorik voltak korábban, ők is megkapták ezeket a jogokat – a maori közösség tiltakozása ellenére. Mindkét csoport számára halászati kvótákat szabtak meg.

## Közigazgatás, oktatás, egészségügy
A helyi önkormányzati rendszert, az új-zélandi közigazgatásban egyedülálló módon, külön törvénnyel hozták létre 1995-ben (Chatham Islands Council Act 1995) A helyi közigazgatás ennek alapján rendelkezik a régiók valamint az alacsonyabb szintű körzetek jogainak egy részével is, a lakosság alacsony létszámára való tekintettel azonban bizonyos jogokat a Canterbury régió regionális tanácsa, az Environment Canterbury gyakorol. A 2010-es önkormányzati választásokon a Chatham-szigeteken volt a legmagasabb a részvétel az országban 71,3%-kal. A szigeteken egy rendőrtiszt tevékenykedik, aki más jellegű közigazgatási feladatokat is ellát. Bíró szükség esetén utazik oda tárgyalást tartani.
A Chatham-szigeten három, a Pitt-szigeten egy koedukált elemi iskola működik. A középiskolás korú gyerekek Új-Zélandon, kollégiumban folytatják tanulmányaikat, esetleg levelező úton tanulnak. A helyi orvosok a Canterbury egészségügyi hatóság felügyelete alatt tevékenykednek.

## Gazdaság
A  Chatham-szigetek gazdaságának legfontosabb ágazata a 21. században a korábbi állattenyésztéstől eltérően a halászat. Növekvő jelentősége van a kalandkereső turisták fogadásának. Áramfejlesztésre szélturbinákat és dízel-generátorokat alkalmaznak.

## Közlekedés
A szigeteket kis gépekkel közlekedő rendszeres légi járat köti össze Új-Zéland nagyobb városaival. A légi út másfél-két órát vesz igénybe. A légi közlekedés kezdetben csak hidroplánokkal folyt, később azonban kiépítettek egy füves leszállópályát, amit utóbb burkolattal is elláttak. A teherszállítás hajókon, szükség szerint történik, két napos úton Új-Zéland fontosabb kikötőiig, de például az értékes rákokat és a tenger más gyümölcseit repülőn szállítják. A sziget útjai közül csak egy rövid szakasz szilárd burkolatú Waitangi és Te One között; ezenkívül még néhány kavicsborítású út van.

## Élővilág
A szigetek élővilágában sok az endemikus élőlény, a növény- és állatvilágban egyaránt. A csak itt honos fajokon kívül számos olyan is található itt, amelyek csak Új-Zélandon és itt találhatók meg. Az új-zélandi madarak, rovarok, illetve a mintegy ötven endemikus növény szaporító anyagai az uralkodó nyugati szelek révén jutottak el a szigetekre. Az élővilág eredeti állományából számos faj kipusztult a moriorik letelepedése, majd az európaiak megjelenése után is.

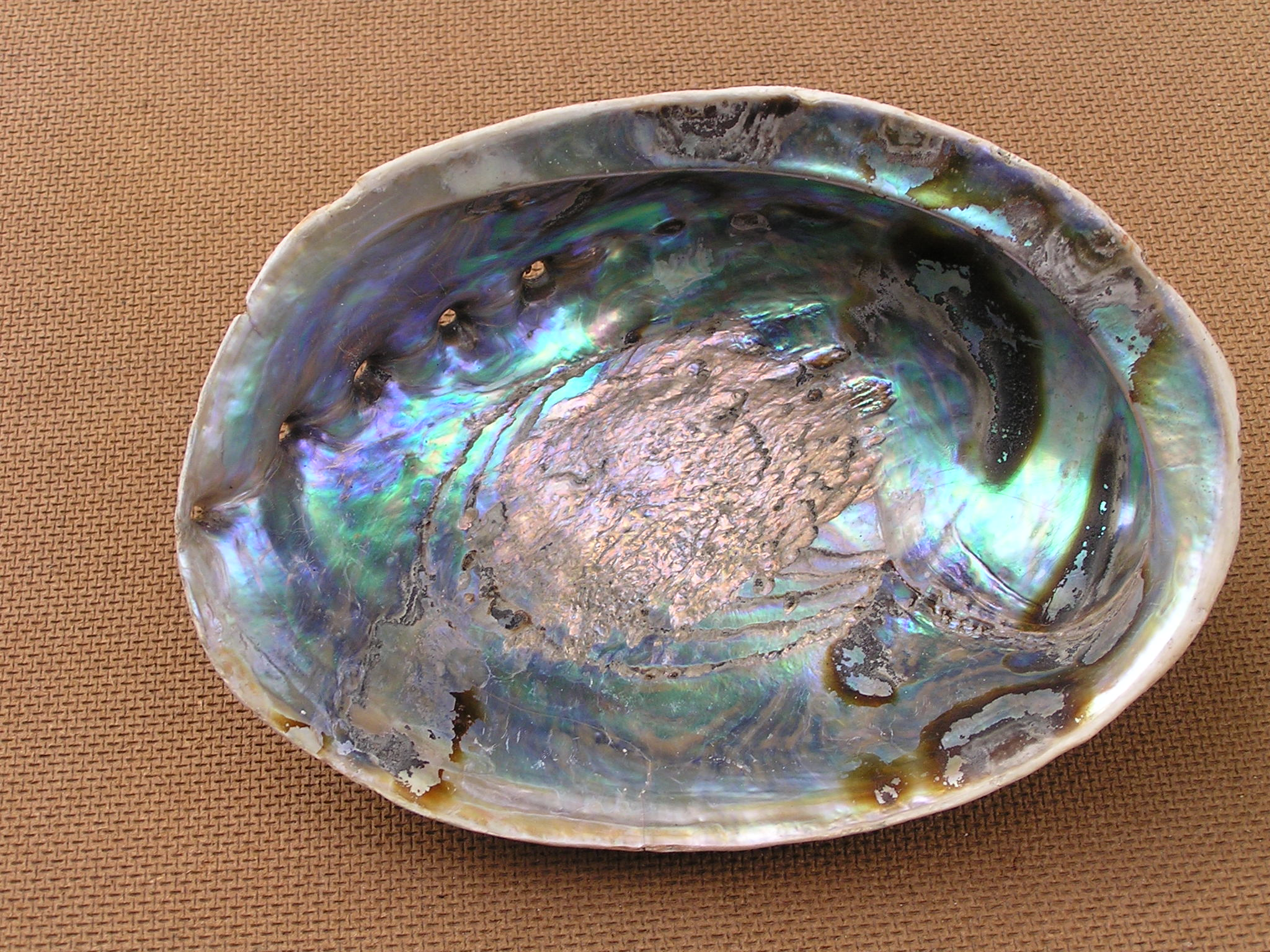
Paua kagyló héja

A szigetek növényvilága az antarktikus flórabirodalom Neozeylandic régiójának önálló, Chatham flórakörzetét alkotja. Körülbelül 388 szárazföldi növényfajtát tartanak számon, ezek közül 47 endemikus. A szigetek eredeti természetes növényzete erdők, bozótok, füves puszták és mocsarak keveréke volt. A fák az állandó szélben nagyrészt satnyák, csenevészek, törpenövésűek voltak. Jellegzetesek a szél miatt egy-két méter magasságtól már vízszintesen növekvő törzsek, ágak. Az eredetileg is kevés erdő az emberi megtelepedés után gyorsan tovább ritkult. A fahiány mindig nagy gond volt a szigeten. Ma már túlnyomó a legelők aránya, de maradt még a többi eredeti növénytársulásból is. Az őszirózsafélék családjába tartozó Olearia traversiorum fa nagyságúra nő, ágai vízszintesen nyúlnak ki az uralkodó szél irányának megfelelően. Egyébként gyakoriak itt a másutt kis növésűnek ismert növényeknek az óriásira növő változatai, mint például a Chatham-szigeteki nefelejcs, a Myosotidium hortensia. Ez a növény mindenfelé él a szigeteken, de különösen a tengerpart közelében érzi jól magát, ahol közvetlenül éri a vízpermet. Az apró virágok tömegéből álló nagy, világoskék virágfejek levesestányér méretűre nőnek. A csalán két méteresre is megnő, megfelelő nagyságú levelekkel. Új-Zélandhoz hasonlóan itt is gyakoriak a páfrányok, köztük például a Blechnum discolor.
Őshonos szárazföldi emlősállatok soha nem éltek a szigeteken. Változatos a rovarok állománya, hatalmas madárpókok is előfordultak a Pitt-szigeten.  A madárvilág gazdag, mind a tengeri madarakat, mind a szárazföldieket illetően. Nevezetes, csak itt élő madár a viharmadarak nemébe tartozó súlyosan veszélyeztetett faj, a Pterodroma magentae és a veszélyeztetett státuszú fekete cinegelégykapó.
A tengerpart gazdag élelmiszer-forrást biztosított a korai szigetlakók számára a tömegesen található kagylók és más tengerparti élőlények formájában. Nevezetes közülük az új-zélandi paua kagylók néhány változata. Ezek nem csak ízletesek, hanem élénk szivárványszínű gyöngyházuk révén ékszer-alapanyagként is használják őket. Gyakran kisebb gyöngyöket is találnak bennük.
A szigetek körüli, élelmiszer-forrásokban gazdag vizekben számos tengeri emlős él, köztük az új-zélandi oroszlánfóka, a leopárdfóka, a déli elefántfóka. Sok bálnát is idevonz a tenger alatti Chatham-hátság feletti, tápanyagban gazdag víztömeg. A környező vizek halgazdagsága világviszonylatban is kiemelkedő, de a halászatot a modern környezetvédelmi elveknek megfelelően szigorúan szabályozzák.
Az új-zélandi szárazföldhöz hasonlóan, a huszadik század második felétől radikális intézkedések történtek az élővilág védelmére a Chatham-szigeteken is. Mangere és Rangatira szigetét különösen szigorúan védett természetvédelmi területnek nyilvánították és onnan teljesen eltávolították a tájidegen állatfajokat. Ezután gyorsan megindult az eredeti természeti környezet regenerálódása.

## Fordítás
- Ez a szócikk részben vagy egészben a Chatham Islands című angol Wikipédia-szócikk ezen változatának fordításán alapul.  Az eredeti cikk szerkesztőit annak laptörténete sorolja fel. Ez a jelzés csupán a megfogalmazás eredetét és a szerzői jogokat jelzi, nem szolgál a cikkben szereplő információk forrásmegjelöléseként.